# Estremadura (Espanha)

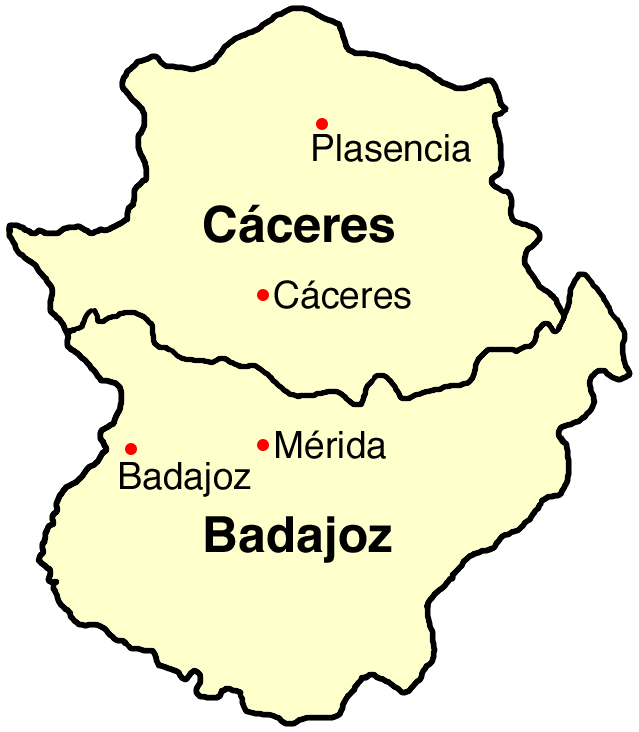
Mapa da Estremadura

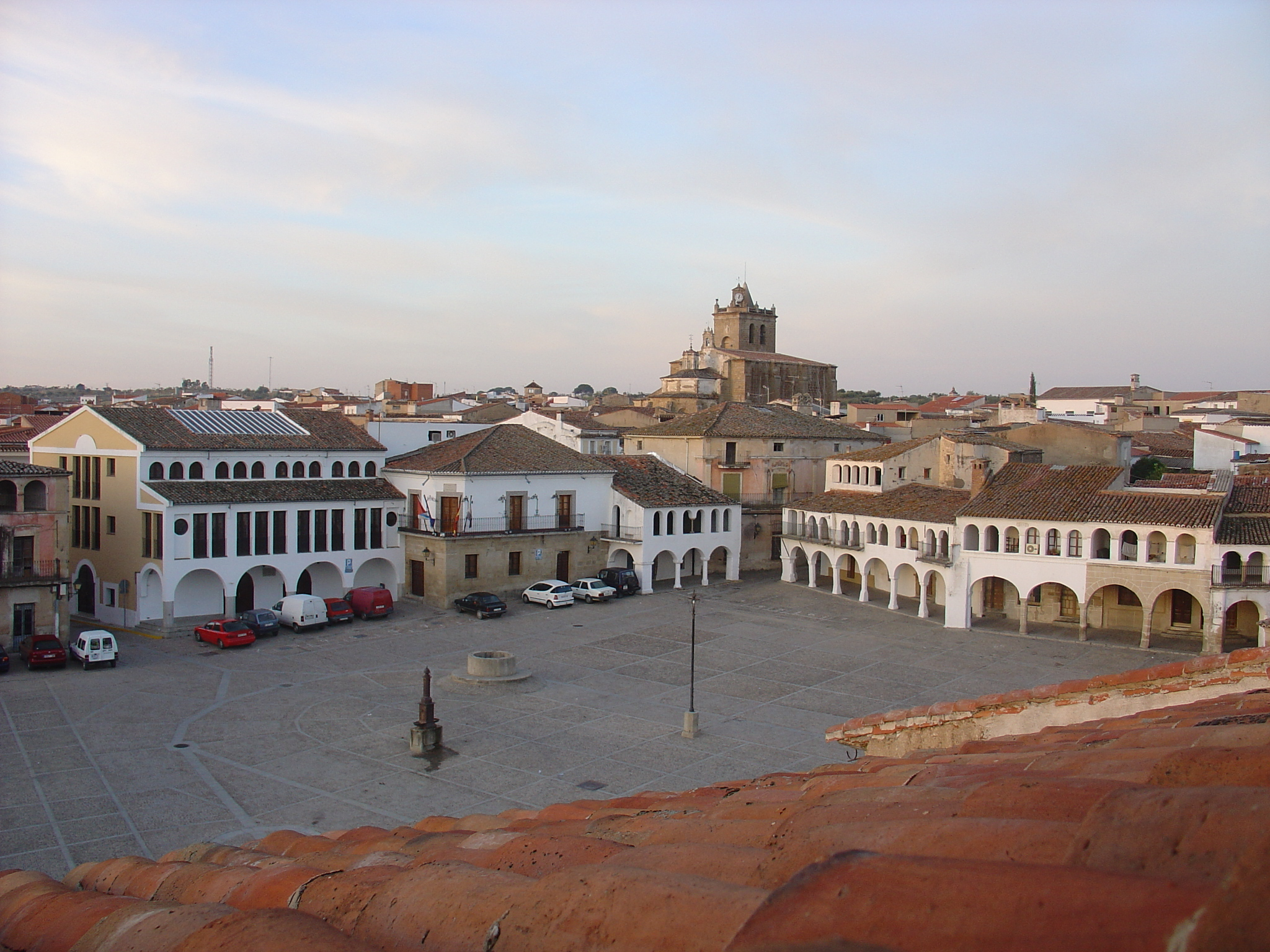
A Plaza Mayor de Garrovillas de Alconétar

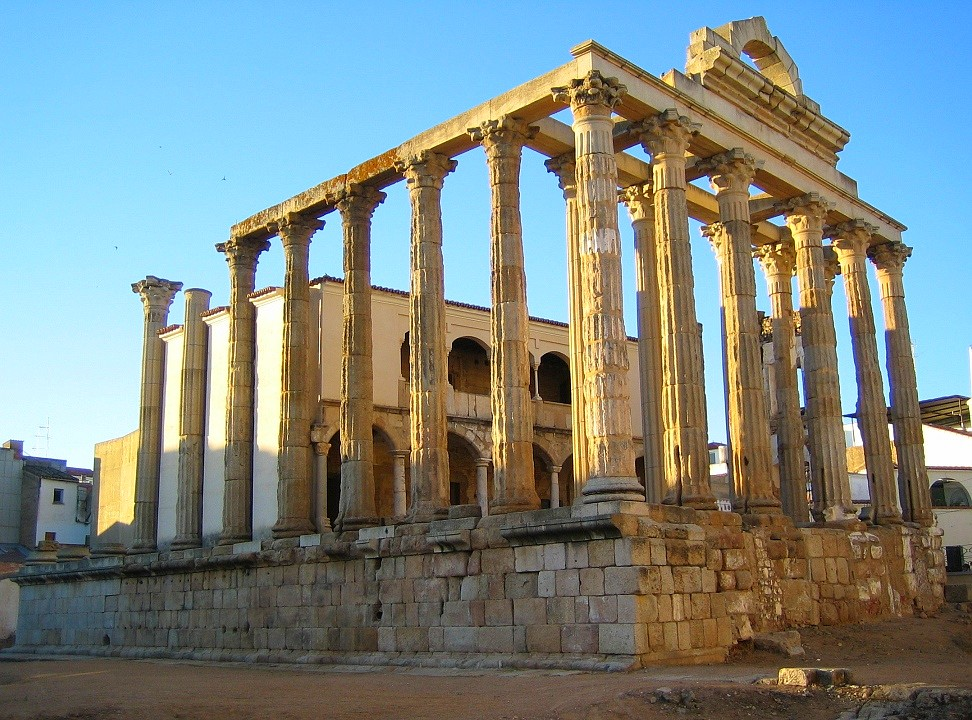
Templo romano de Diana, em Mérida

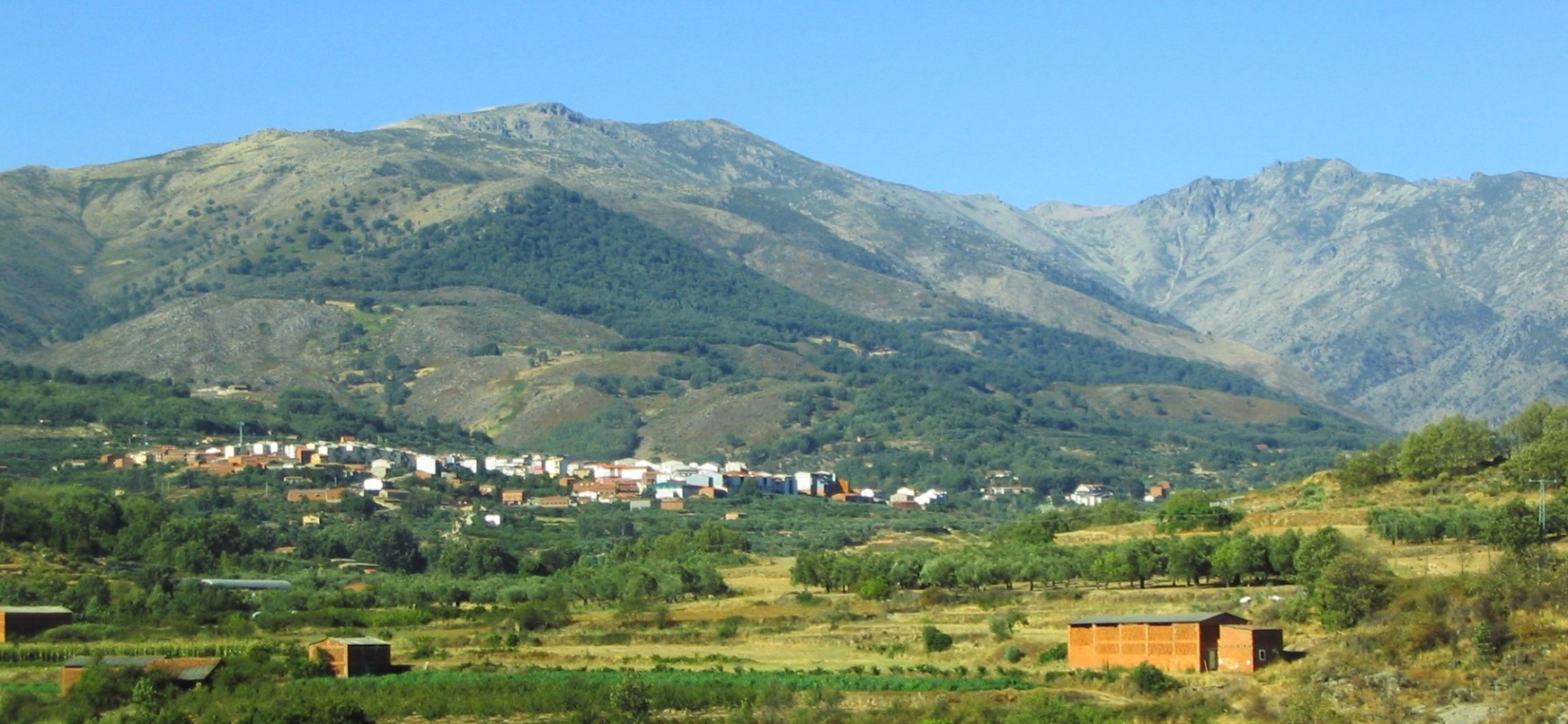
Serra de Gredos na sua parte estremenha, em La Vera

A Estremadura, também grafada como Extremadura (em castelhano: Extremadura; em estremenho: Estremaúra), é uma das comunidades autónomas da Espanha, situada no sudoeste da Península Ibérica. Com 1 054 681 habitantes em 2024, tem a sua capital em Mérida e divide-se em duas províncias, as mais extensas do país: Cáceres (a norte) e Badajoz (a sul).
É a norte da comunidade que se enconta o Sistema Central e o seu pico mais alto, o Calvitero, de 2 405 m de altitude. É também aí que encontra o limite com a comunidade de Castela e Leão. A leste possui a comunidade de Castela-Mancha, a sudeste e a sul a Andaluzia e a vertente ocidental da Serra Morena, e a oeste Portugal (regiões do Centro e do Alentejo, incluindo os distritos de Castelo Branco, Portalegre, Évora e parte do de Beja).
A sua capital é uma das duas únicas capitais de comunidade autónoma que não é sede de uma província de Espanha. Grande parte da sua superfície compreende parte das bacias hidrográficas de dois dos rios mais importantes da península, que partilha com Portugal — o Tejo e o Guadiana, e que são separadas pelos Montes de Toledo. O seu clima é mais quente a sul e temperado no norte.
O seu território, essencialmente rural e de tradição agrícola, faz com que diversos produtos nela produzidos sejam reconhecidos a vários níveis. É o caso dos vinhos (com várias denominações de origem), presunto, queijos, azeite, pimentão, mel, cerejas e vários tipos de carnes. A azinheira é a árvore típica da região e figura no centro do escudo estremenho, sendo muito característica o sistema da dehesa, conhecida em Portugal como montado. A Estremadura tem passado histórico partilhado com Portugal, desde a antiga Lusitânia até ao reino de Badajoz.
A região fez parte do Taifa de Badajoz entre os séculos XII e XIII antes de ser conquistada pelo Reino de Leão sob os auspícios de Afonso IX. Após a formação da Coroa de Castela pela união de ambos os reinos em 1230, a província da Estremadura surge oficialmente em 1371, correspondendo às regiões mais meridionais do Reino de Leão, daí o seu nome histórico de Extremadura Leonesa (em contraste com as estremaduras Portuguesa, Castelhana e Aragonesa). A região destaca-se por ser o berço de vários conquistadores: Francisco Pizarro, Hernán Cortés, Pedro de Valdivia, Pedro de Alvarado, Vasco Núñez de Balboa e Hernando de Soto.
As mais importantes festividades ocorrem no dia 8 de setembro, quando se celebra a festa católica em honra de Nossa Senhora de Guadalupe mas também o Dia da Estremadura.
A nível cultural, é uma comunidade linguisticamente diversa que possui, para além do castelhano, o estremenho, a fala e o português como línguas próprias. Pretendendo refletir esta diversidade, celebra-se a cada 18 de agosto, desde 2018, o Dia das Línguas da Estremadura.

## Etimologia
A origem do nome é incerta, tendo sido várias as origens apontadas para este corónimo.
Uma das hipóteses postula que a palavra deriva do latim Extrema Dorii — extremos do Douro — ou melhor — no outro extremo do Douro, fazendo referência à sua posição a sul deste rio e através do qual eram designados genericamente os territórios a sul dessa bacia.
Outra, suportada por vários medievalistas, argumenta que o vocábulo «Estremadura» (Extremadura) deriva de «extremo», designando simplesmente o extremo sul de um reino. Este termo era usado durante a Reconquista para denominar as terras situadas nos extremos dos reinos cristãos do norte com o Al-Andalus muçulmano, tendo sido registado pela primeira vez no século X para designar a região em torno de Viseu. Deste modo, e no caso de Castela, estas eram as terras em volta do que é hoje a província de Sória (cujo escudo possui a inscrição "Soria pura cabeza de Extremadura" — tratar-se-ia da Estremadura castelhana). No caso do Reino de Leão, estes territórios mais extremos, distantes, e na primeira linha de defesa frente ao inimigo, ocupariam inicialmente uma boa parte da actual província de Cáceres, para depois se alargarem após a conquista do Reino de Badajoz — tratar-se-iam da Estremadura leonesa.
Um caso semelhante ocorre também com a Galiza estremeira, termo que designa os territórios fronteiriços das regiões vizinhas onde é falado o galego.
Não deve confundir-se a Estremadura espanhola com a antiga província portuguesa da Estremadura, embora a etimologia seja a mesma.

## História
A Lusitânia foi uma antiga província romana que incluía uma parte do que é hoje Portugal (excepto a zona norte), e uma grande porção do que é hoje a Estremadura espanhola. Tinha como capital Emerita Augusta, a actual Mérida, uma das mais importantes cidades à época.
Muitos conquistadores espanhóis são originários da Estremadura, facto que está na origem de muitas cidades da América Latina terem nomes de aldeias e cidades da Estremadura: Mérida é nome de grandes cidades do México e da Venezuela, Medellín é uma pequena localidade estremenha, mas também a segunda maior cidade colombiana; Albuquerque é a maior cidade no Novo México e o seu nome provém de Alburquerque, na província de Badajoz.

## Geografia
A área da Estremadura é de 41 633 km², o que faz dela a 5ª Comunidade Autónoma de Espanha em área. As suas duas províncias são as maiores em área de Espanha.

### Sistemas montanhosos
Ao norte da comunidade erguem-se as serras do Sistema Central, com a Serra de Gredos, Serra de Béjar — onde a Estremadura alcança a sua maior altitude no Calvitero com 2 401 m — e Serra de Gata, que a separam da meseta norte-castelhana.
No centro encontra-se, de este para oeste, a Serra de las Villuercas, a Serra de Montánchez e a
Serra de San Pedro, que fazem parte dos Montes de Toledo.
A sul eleva-se a Serra Morena, que separa Estremadura de Andaluzia.

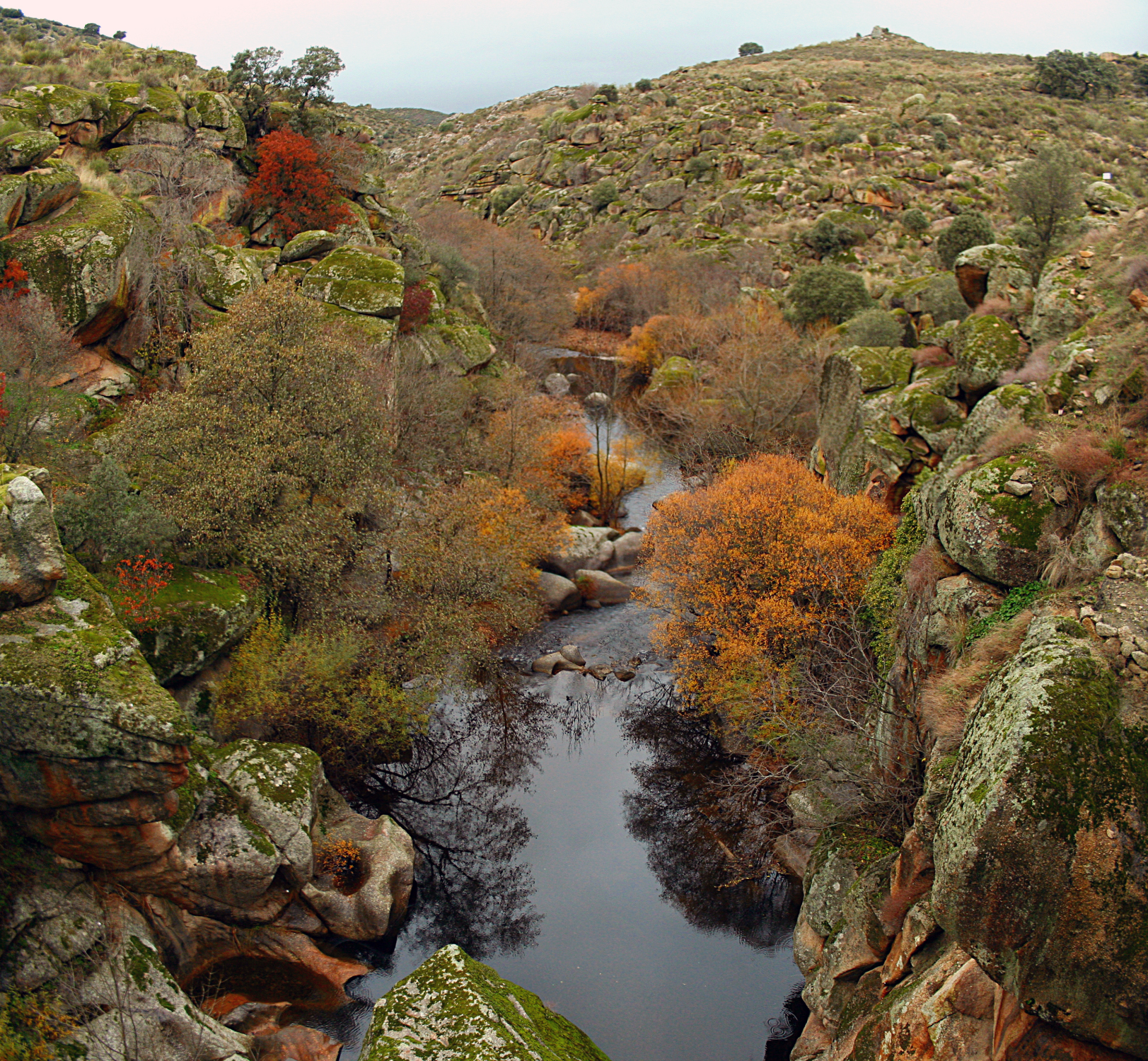
Rio Ibor à passagem pela localidade de Bohonal de Ibor, na província de Cáceres

### Hidrografia
Todo o território estremenho pertence à vertente atlântica e a quatro bacias hidrográficas distintas:
- Tejo, cujos afluentes principais são, na margem direita (norte), o Tiétar e o Alagón, e na margem esquerda (sul), o Almonte, Ibor, o Salor e o Sever (este último fazendo fronteira com Portugal). Os afluentes da margem direita contribuem com maior caudal, dado que se alimentam principalmente das torrentes de montanha do Sistema Central, onde as precipitações são muito abundantes e no inverno se acumulam grandes quantidades de neve.
- Guadiana, cujos afluentes principais são, na margem direita (norte), o Guadarranque e o Ruecas, e na margem esquerda (sul), o Zújar — o mais caudaloso — e o Matachel
- Guadalquivir.

## Clima

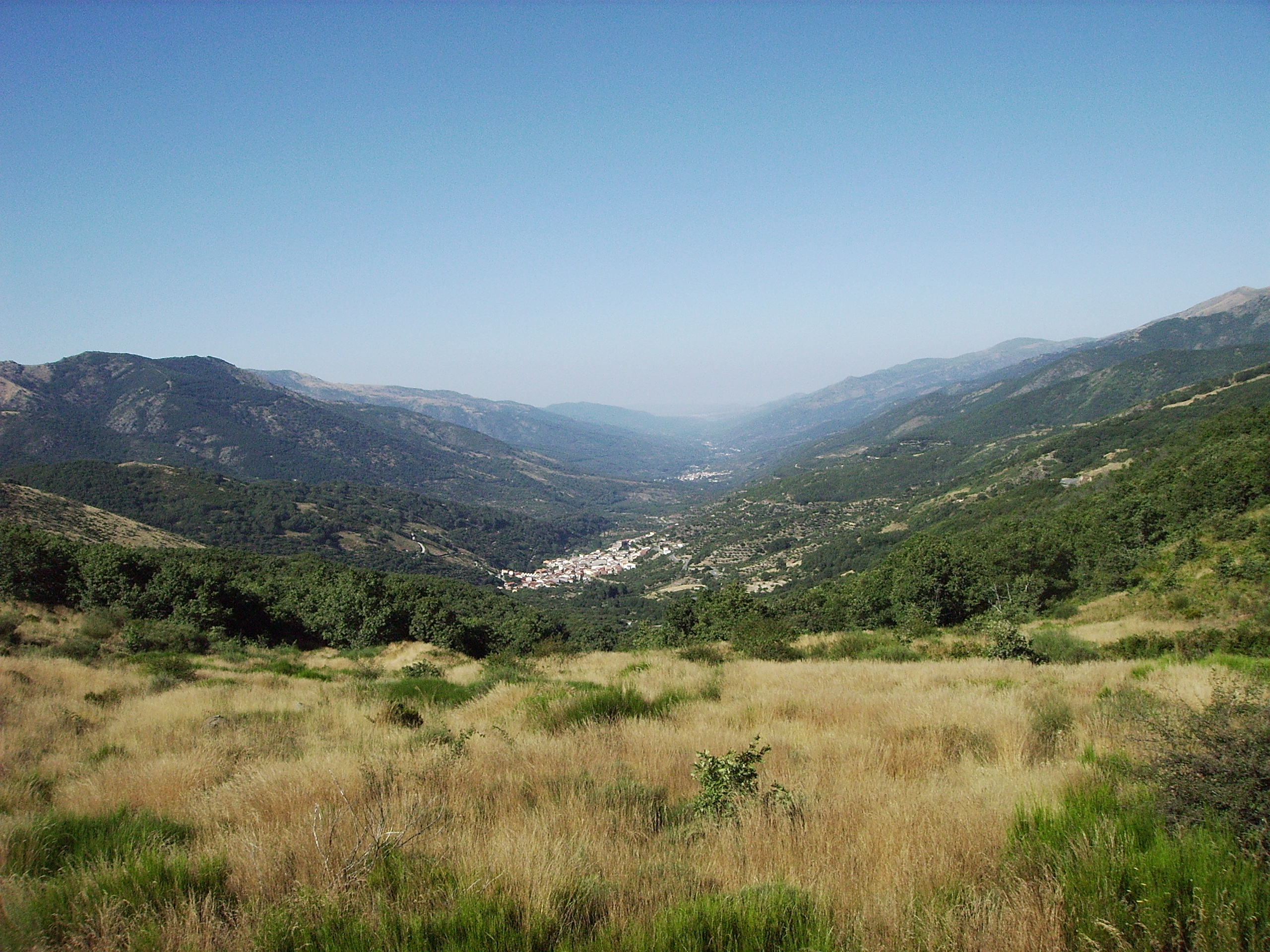
Vale do Jerte

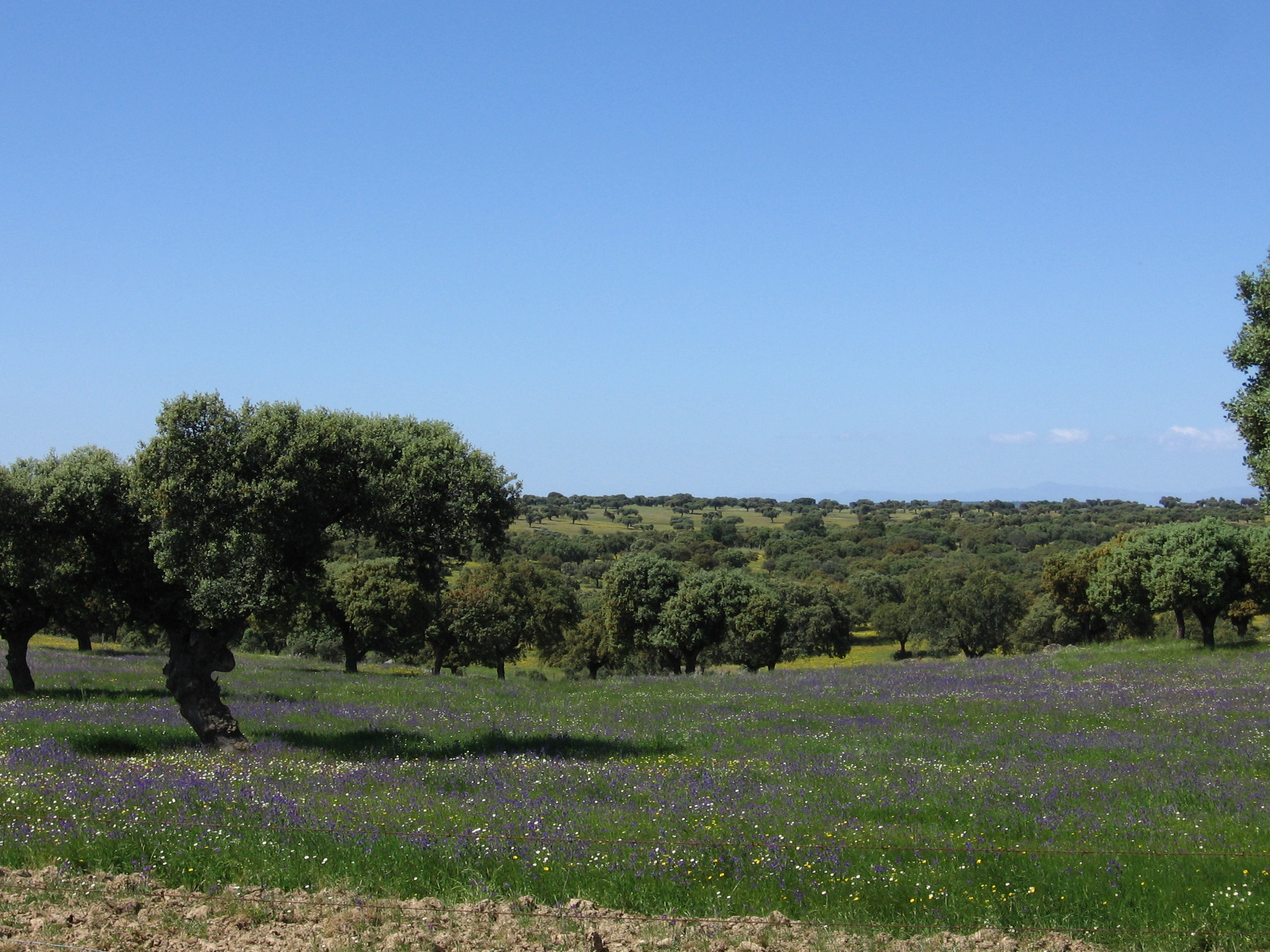
Dehesa (pastagem de montado) estremenha na primavera

O clima da Estremadura é do tipo mediterrânico, excepto no norte, onde é do tipo mediterrânico continentalizado, e no oeste, onde a influência do Atlântico faz com que o clima seja mais suave.[carece de fontes?]
Em geral, e dado que o clima é mediterrânico, caracteriza-se por verões muito quentes, concentrando-se a precipitação nos resto do ano, já que no período estival é muito escassa. Os invernos são extensos e suavizados pela influência oceânica da relativa proximidade da costa atlântica portuguesa.[carece de fontes?]
A orografia influencia decisivamente o clima em algumas partes da região, criando microclimas muito húmidos nas serras do norte, particularmente nas comarcas da Serra de Gata, Vale do Ambroz, Hurdes, Vale do Jerte e La Vera, onde as precipitações são muito abundantes.

### Temperaturas
As temperaturas médias anuais oscilam ente 16 e 17 °C. No norte a temperatura média é de 13 °C, mais baixa que os 18 °C do sul — os valores sobem à medida que se avança para sul, até chegar às imediações da Serra Morena, onde voltam a diminuir com a altitude.
Durante o verão a temperatura média do mês de julho ultrapassa os 26 °C, alcançando máximas acima dos 41 °C, acima do que se esperaria em teoria tendo em conta a relativa proximidade do Atlântico. A latitude da região determina que o grau de insolação seja elevado, o que, aliado à influência do anticiclone dos Açores e à reduzida altitude média da região, que oscila entre 200 e 400 m, determina a elevada temperatura média da região.
Os invernos são suaves.[carece de fontes?] As temperaturas mais baixas registam-se nas zonas altas de montanha, como o Sistema Central, a serra de Guadalupe e algumas áreas da Serra Morena, onde a temperatura média no inverno é de 7,5 °C.

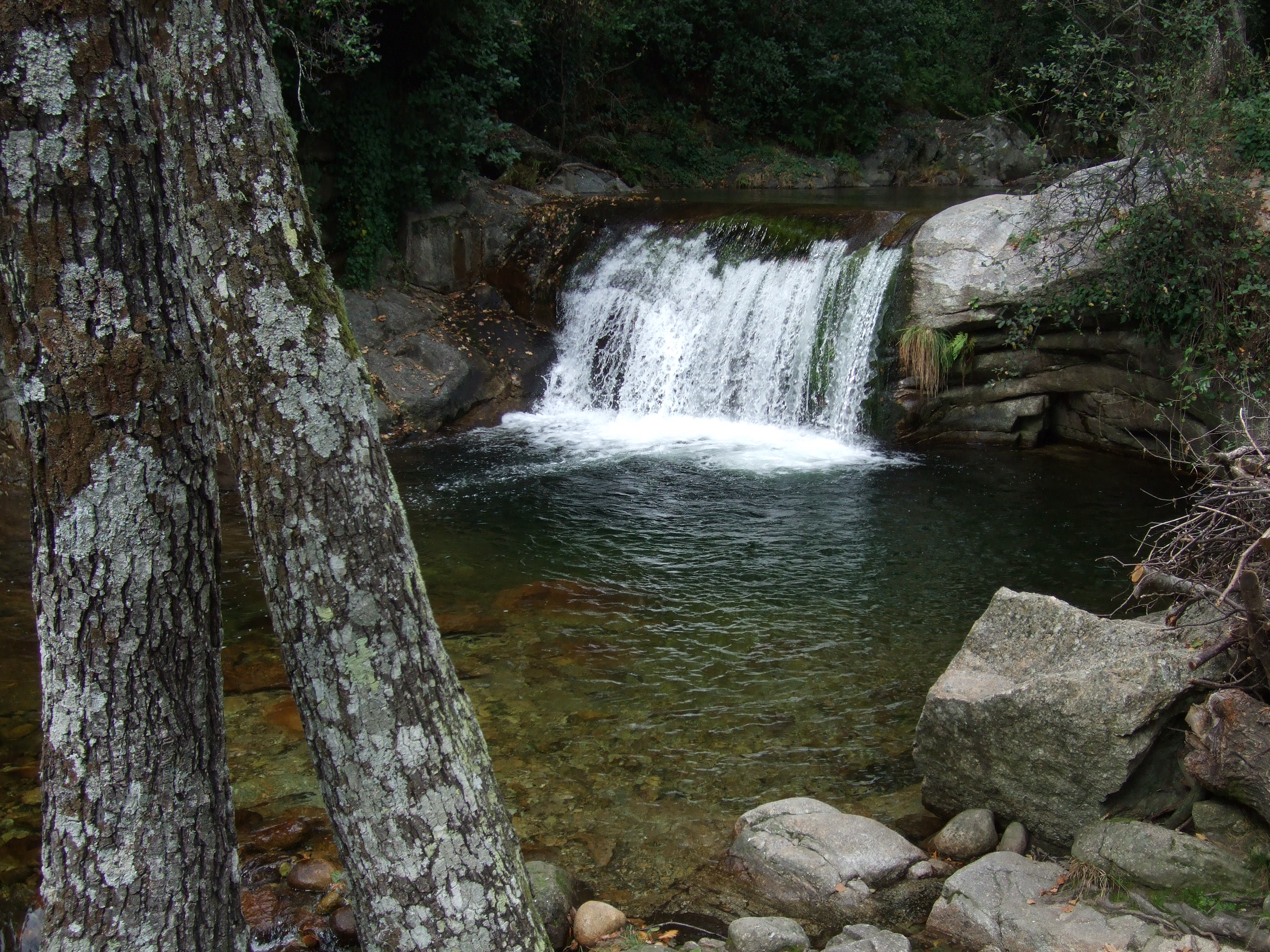
Garganta (torrente) Mayor, na Serra de Tormantos, a norte de Plasencia

### Precipitação
A Precipitação anual oscila entre os 450 e 500 mm (litros por metro quadrado) nas zonas baixas e são muito mais abundantes nas comarcas do norte, especialmente em Serra de Gata, Vale do Ambroz, Hurdes, Vale do Jerte e La Vera, onde é comum ultrapassarem os 1200 mm anuais. Outras zonas de grande precipitação correspondem a lugares montanhosos, como a serra de Guadalupe e Serra Morena, onde é frequente alcançar os 1000 mm. As zonas onde a precipitação é menor são as de menor altitude — as Vegas Baixas do Guadiana.
A distribuição é muito sazonal, concentrando-se no inverno. Predomina a chuva de rajada, com ocorrências breves e bruscas, mais frequentes que a chuva contínua ou os chuviscos. Há períodos de vários anos em que a precipitação é maior (La Niña) e em que são menores (El Niño), que se sucedem alternadamente.

## Demografia
| 1ª  | Badajoz                 | 146 832 |
| 2ª  | Cáceres                 | 92 187  |
| 3ª  | Mérida                  | 55 568  |
| 4ª  | Plasencia               | 40 105  |
| 5ª  | Don Benito              | 35 334  |
| 6ª  | Almendralejo            | 33 177  |
| 7ª  | Villanueva de la Serena | 25 576  |
| 8ª  | Navalmoral de la Mata   | 17 103  |
| 9ª  | Zafra                   | 16 218  |
| 10ª | Montijo                 | 15 973  |

A população da Estremadura é de 1 097 744 habitantes, o que representa 2,38% da população espanhola (46 157 822).
A densidade populacional é de 26,37 hab./km², muito baixa em comparação com a espanhola (89,54 hab./km²).
A província com mais população é a de Badajoz, com 685 246 habitantes, com densidade populacional de 31,48 hab./km² e 21 766 km² de área, o que faz dela a mais extensa de Espanha.
A província de Cáceres tem 412 498 habitantes e (19 868 km² de área, o que faz dela a segunda mais extensa de Espanha.
Os núcleos urbanos mais importantes em termos de população são Badajoz (146 832), Cáceres (92 187) e Mérida (55 568).

### Estrangeiros
No território estremenho vivem 29 069 estrangeiros — 16 647 na província de Badajoz e 12 421 na de Cáceres.
A comunidade imigrante mais numerosa é a marroquina (9 218), seguida da romena (4 324), portuguesa (3 492), brasileira (1 676) e colombiana (1 408).
Entre os naturais da África subsahariana que vivem na Estremadura, a comunidade mais numerosa é a do Senegal, com 88 membros. No que respeita a pessoas originárias da Ásia, a maior comunidade é a chinesa, com 631 pessoas.

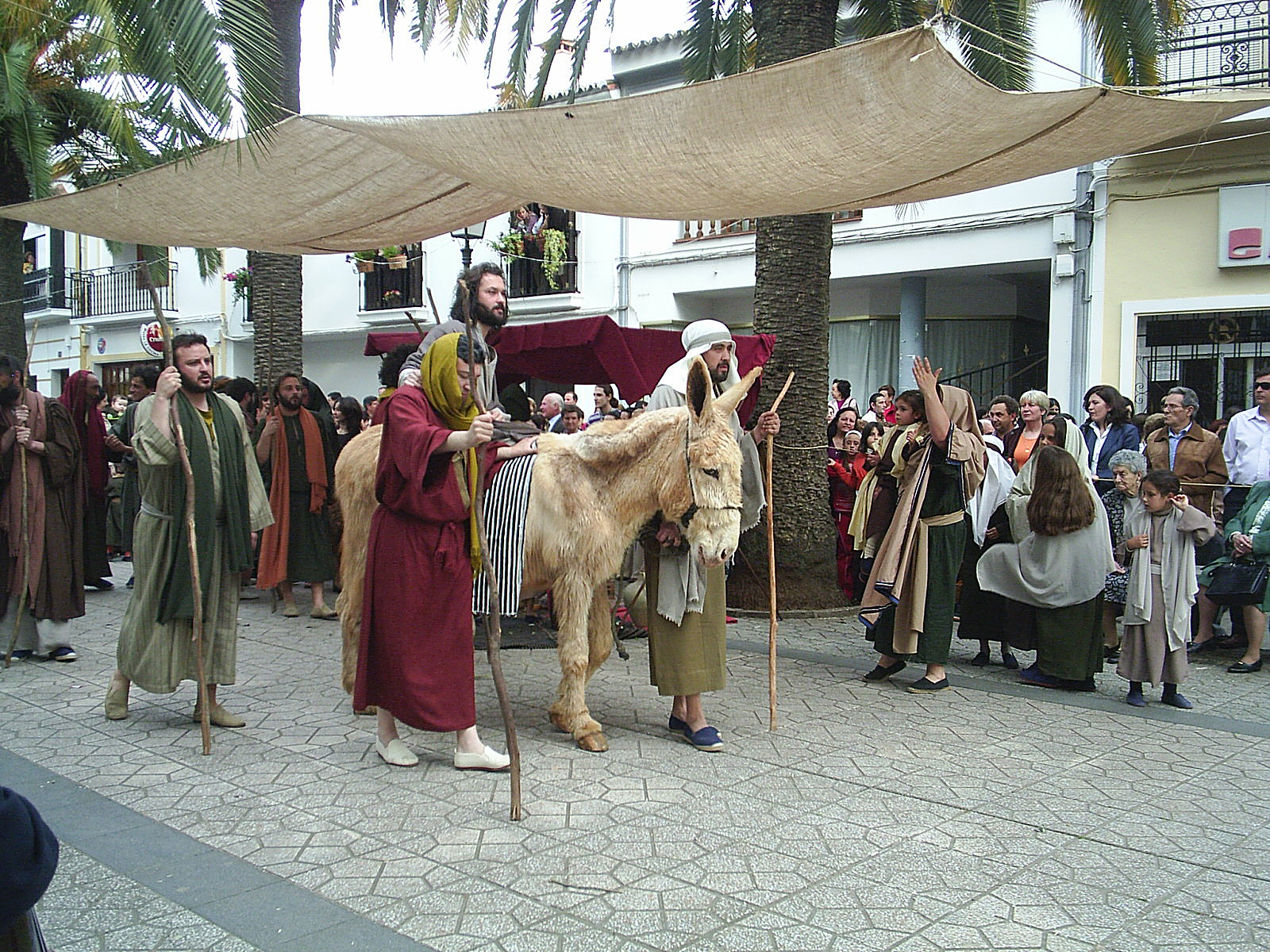
Procissão da Semana Santa

### Evolução histórica
Segundo o censo de 1591, a população da Estremadura era de 540 000 habitantes, 8% do total da Espanha. No censo fidedigno seguinte, que só se realizou em 1717, já só contava com 326 358.
Desde essa época a população verificou-se um aumento de população mais ou menos constante até aos anos 1960 (1 379 072 em 1960). A partir daí assistiu-se a uma descida acentuada da população devido à emigração para outros países e para outras regiões mais prósperas de Espanha.

### Religião
Na Estremadura estão presentes numerosas confissões religiosas. A maior parte dos estremenhos são cristãos, católicos romanos na sua grande maioria, mas também evangélicos e anglicanos. As Testemunhas de Jeová e mórmons também têm alguns seguidores. Além disso, existem fiéis do Judaísmo e Islão, estes últimos com uma presença notável, que se estima em 25 800 fiéis.

## Organização territorial

Comarcas da Estremadura

A Estremadura tem 384 municípios, 164 na província de Badajoz e 220 na de Cáceres. Devido à sua diminuta população, quatro municípios regem-se pela fórmula de concelho aberto.
Todos os municípios se encontram agrupados em comarcas. Além da divisão por comarcas, todos os municípios à excepção de Badajoz, Cáceres, Mérida, Plasencia e Navalmoral de la Mata pertencem a uma das mancomunidades em que a região foi dividida.

### Comarcas
Província de Badajoz
- Campiña Sur (Badajoz) (ou Llerena)
- Llanos de Olivenza
- La Serena
- La Siberia
- Sierra Suroeste (ou de Jerez de los Caballeros)
- Terra de Badajoz
- Terra de Barros
- Tierra de Mérida–Vegas Bajas
- Tentudía
- Vegas Altas
- Zafra-Río Bodión

Província de Cáceres
- Brozas
- Cáceres
- Serra de Gata
- Tierra de Montánchez
- Trasierra - Tierras de Granadilla
- Trujillo
- Vale do Alagón
- Vale do Ambroz
- Vale do Jerte
- Valência de Alcântara
- Las Villuercas

## Línguas
Na Estremadura a única língua reconhecida como oficial é o espanhol, falada numa variante conhecida como castúo. Não obstante, também são faladas outras línguas:
- Português, com várias variantes — o português oliventino na comarca de Olivença, o de Herrera de Alcántara, o de Cedillo, o de algumas quintas de Valência de Alcântara e o de La Codosera. Na maioria destes locais o português está seriamente ameaçado. Algumas escolas oferecem o português como língua estrangeira, mas nem sempre a níveis que levem os alunos a dominar o idioma.
- Fala da Estremadura, fala de Xálima ou simplesmente a fala, uma língua com estreitos laços com o galego e o português, com influências asturo-leonesas, está catalogada como Bem de Interesse Cultural e goza de protecção por parte da Junta da Estremadura. É falada no vale de Jálama (Xálima na fala), ou seja, em San Martín de Trevejo, Eljas e Valverde del Fresno.
- Estremenho, faz parte, como o mirandês, do grupo asturo-leonês; é a língua mais falada a seguir ao castelhano. Apesar disso, de ser reconhecida por organismos internacionais e de estar em sério perigo de desaparecimento, é a que tem menor protecção,[parcial?] carecendo por completo de normalização ou da mínima cobertura em termos de ensino, quer privado quer público.[parcial?]

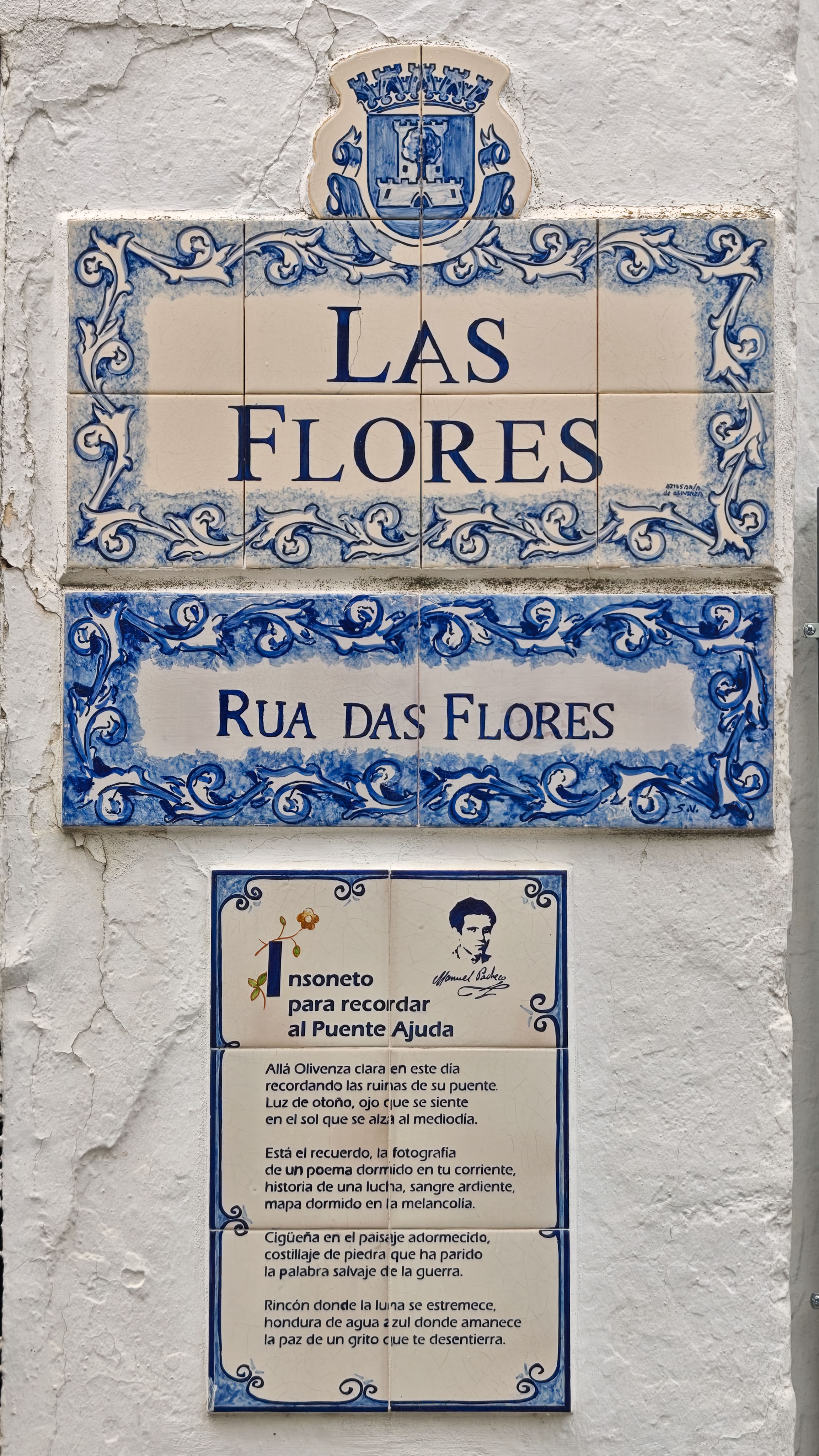
Placas toponímica em castelhano e português na Rua das Flores, em Olivença.
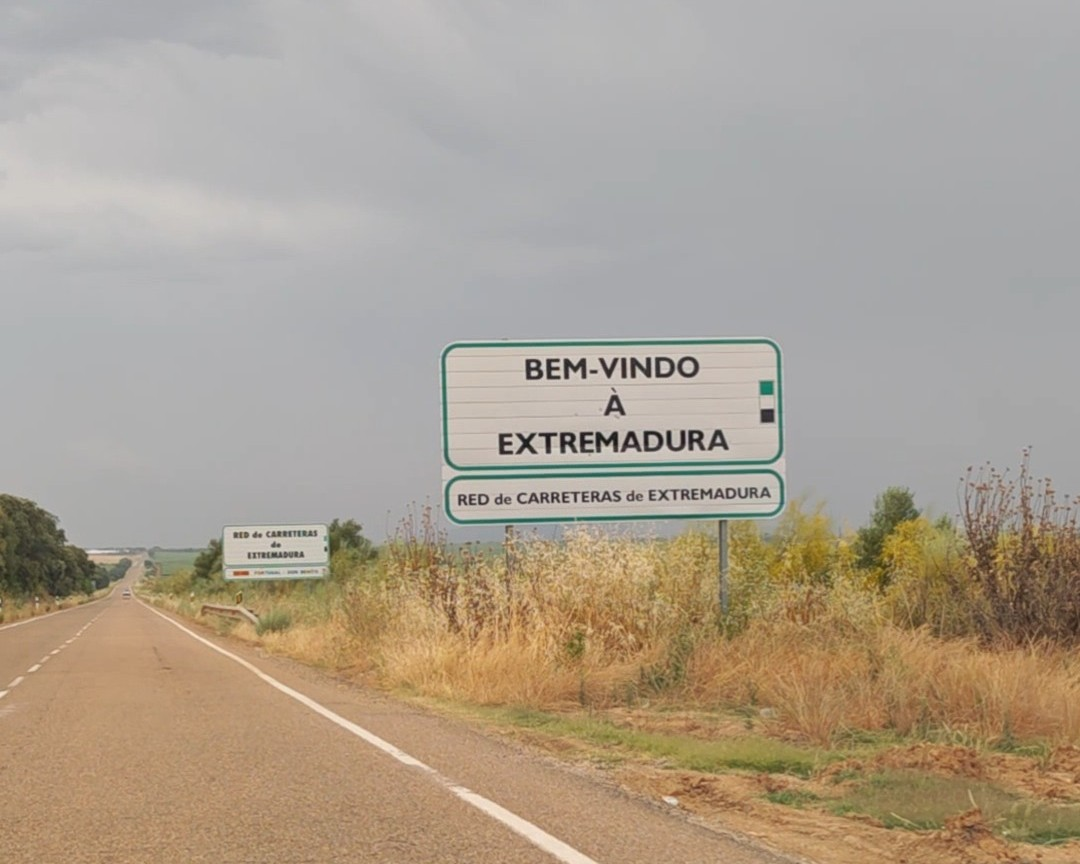
Painel rodoviário em língua portuguesa, à entrada da comunidade autónoma.
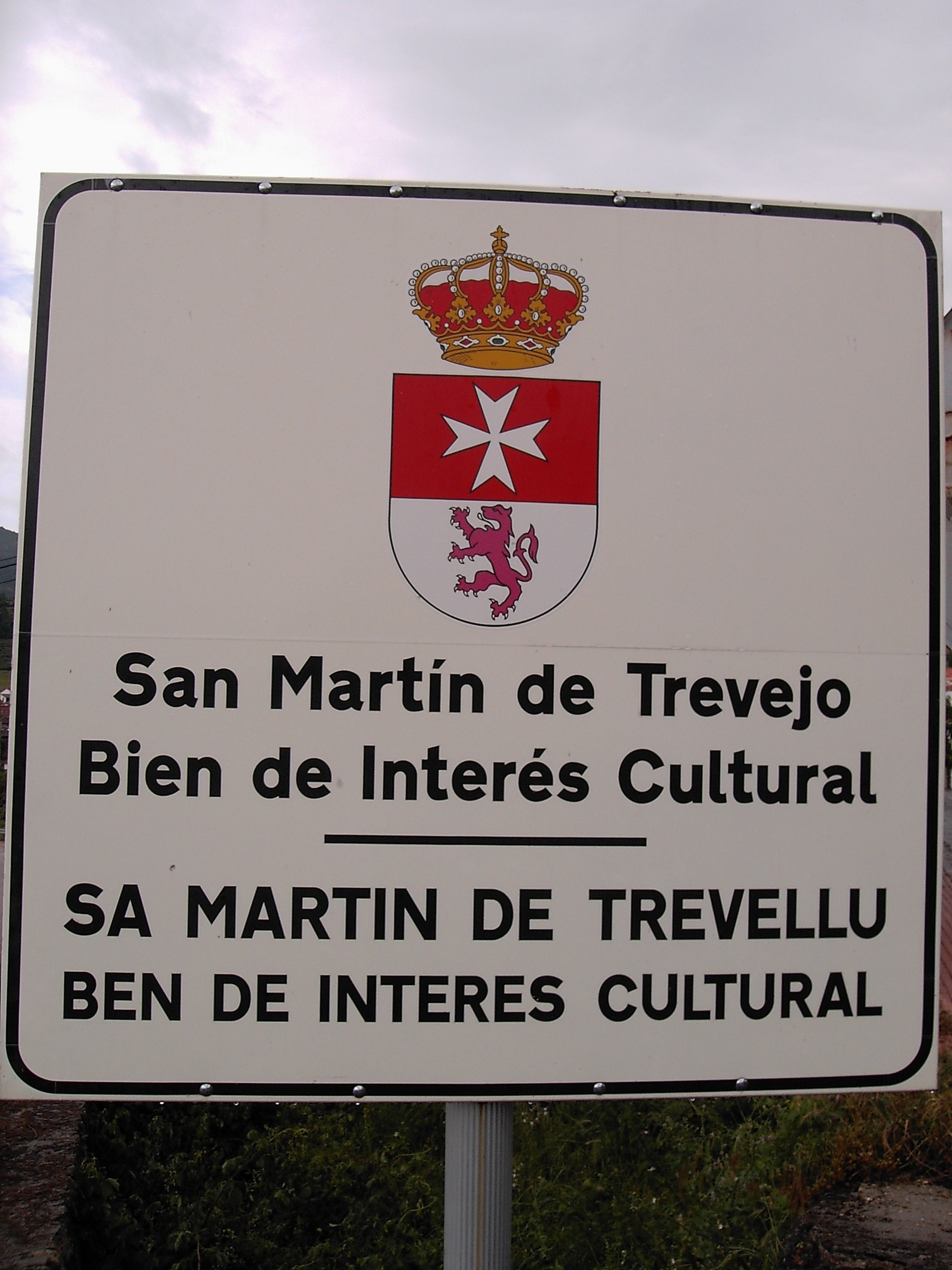
Painel rodoviário em castelhano e na fala, São Martinho de Trevelho.

## Governo e administração

### Antecedentes
Os foros próprios vigentes na Estremadura são o Foro de Bailio (século XII), reconhecido no seu Estatuto de Autonomia.
As primeiras instituições próprias das que se tem registo são a Capitania Geral e Real Exército da Estremadura, de princípios do século XVII, formada no seio da antiga província da Estremadura, que atinge a independência jurídica em 1653, embora já existisse previamente uma conceção geográfica e cultural da mesma. Formalmente, apenas em 1785 é conformada e o seu reconhecimento de facto surge com a criação da Real Audiência da Estremadura em 1790, cujas origens mais remotas se encontram no século XII na Estremadura leonesa enquanto entidade territorial dentro da Coroa de Leão (alargando-se até Badajoz), mais tarde também no seio da Coroa castelhano-leonesa e posteriormente integrada na Monarquia Hispânica. As Estremaduras obtiveram a sua independência administrativa nas Cortes de Segóvia, em 1390.
Mais tarde, quando o rei Fernando VII abandona o poder a favor de José Bonaparte, surgem em toda a Espanha instituições liberais (as Juntas) que assumem o poder, sob a coordenação da Junta Suprema Central constituída em Aranjuez. A Junta Suprema da Extremadura foi organizada em junho de 1808, assumindo o poder em nome do rei. Os membros desta Junta eram pessoas de relevância social ligadas à igreja (como o bispo de Badajoz e o próprio decano da catedral, Francisco Romero de Castilla), membros da nobreza e do exército (Marquês de Monsalud), bem como funcionários do governo.
Como outros organismos, a Junta Suprema da Estremadura teve várias sedes devido à guerra: Badajoz, Valença de Alcântara, Garrovillas, São Vicente de Alcântara, Santa Marta, Arroyo de San Serván e Olivença. José María Calatrava (Mérida, 1781 — Madrid, 1846), foi o primeiro presidente deste órgão.

### Poder legislativo

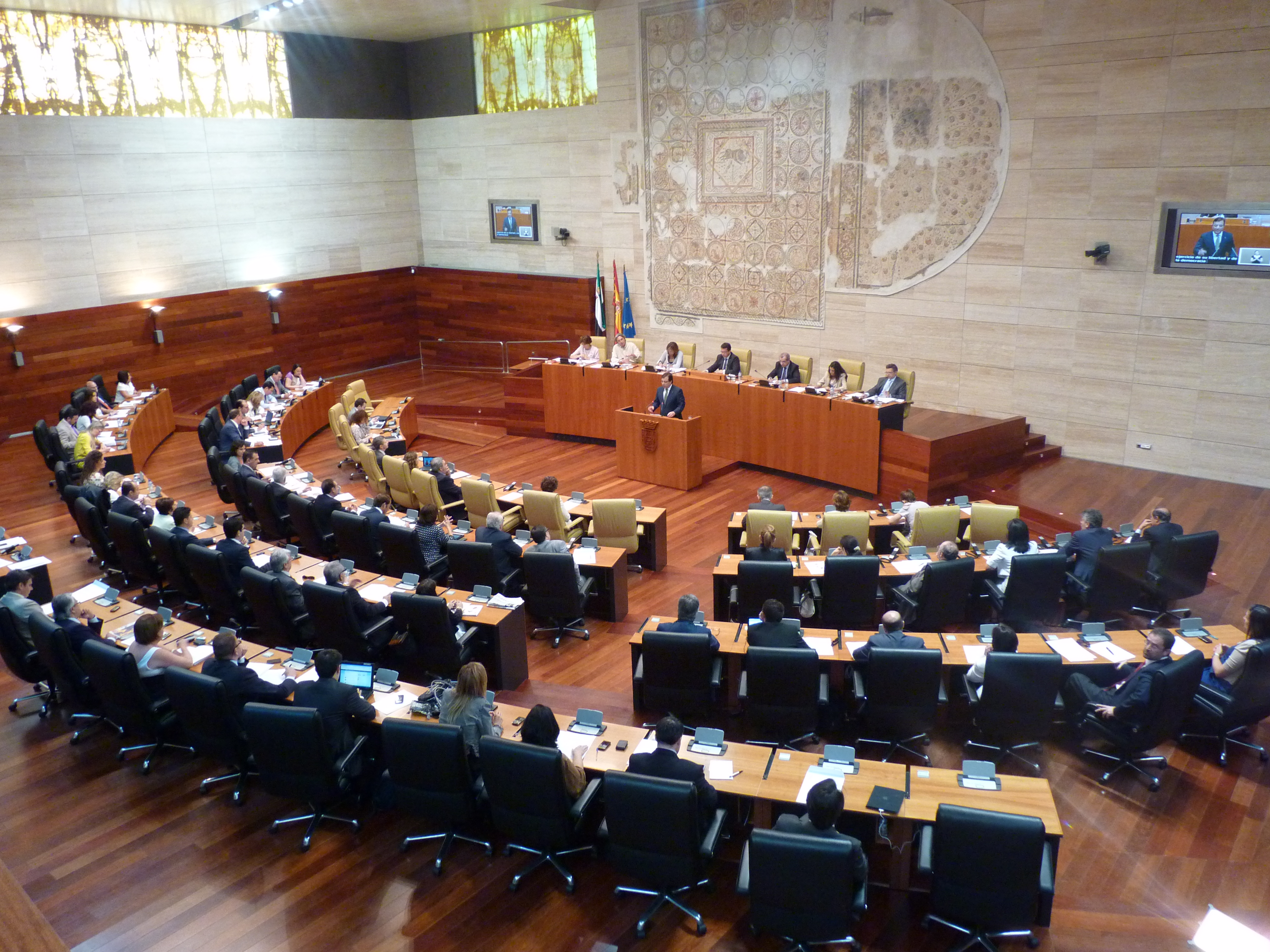
Uma sessão plenária na Assembleia da Estremadura.

O parlamento autónomo da Estremadura é a Assembleia da Estremadura, composta por 65 deputados: 36 eleitos pela província de Badajoz e 29 pela província de Cáceres.
Após as eleições para a Assembleia da Estremadura em 2023, esta era composta por 28 deputados do Partido Socialista Operário Espanhol, 28 do Partido Popular, 5 do VOX e 4 do Unidas pela Estremadura.

### Poder executivo

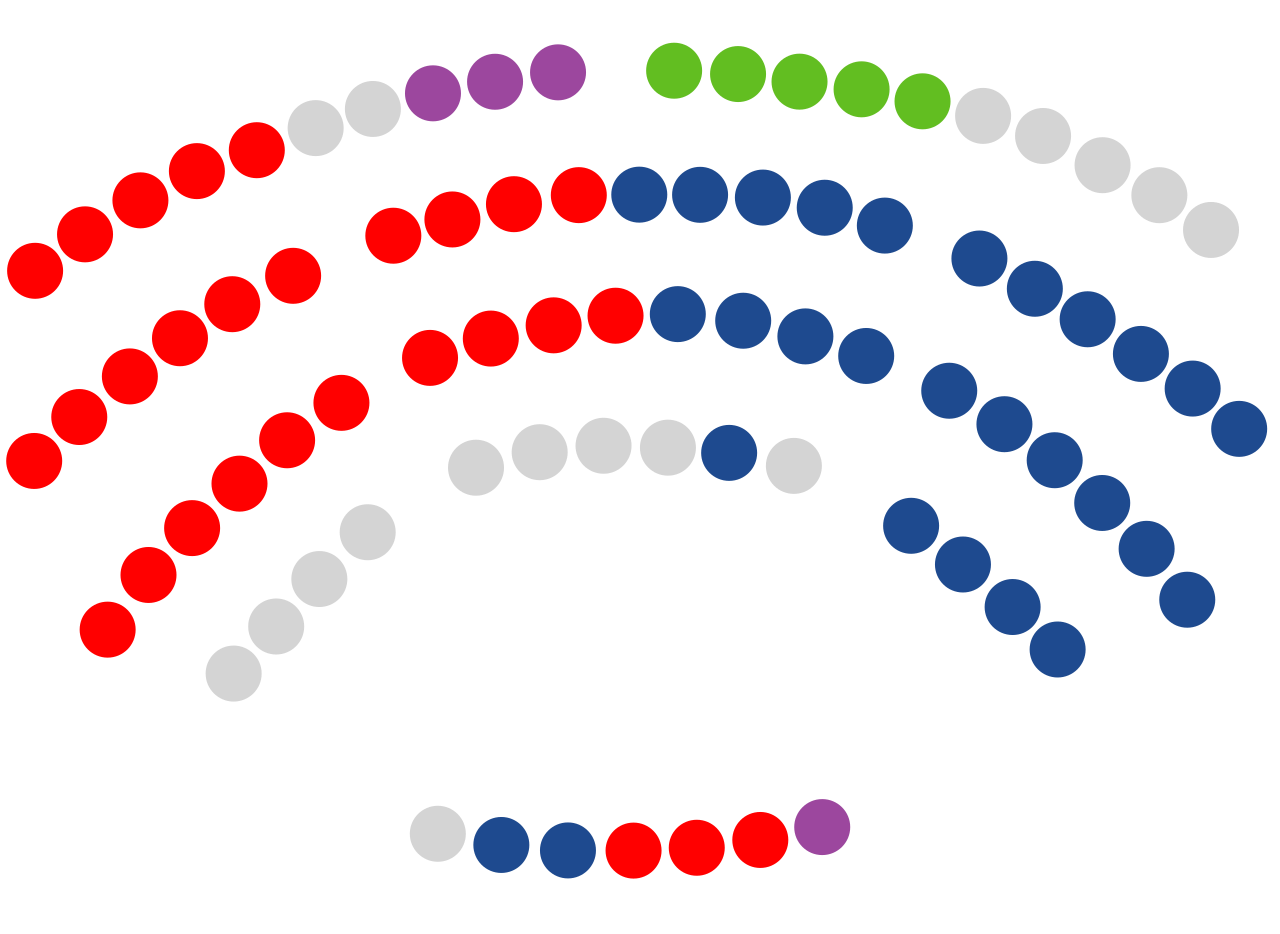
Composição da XI legislatura da Assembleia da Estremadura:
Governo (29)
PP (28)
Independente ex-VOX (1)
Oposição (36):
PSOE-E (28)
VOX (4)
Unidas pela Estremadura (4)

Juan Carlos Rodríguez Ibarra foi presidente da Junta da Estremadura entre 1983 e 2007; anteriormente, a 20 de dezembro de 1982, tinha sido eleito presidente da Junta Regional da Estremadura, tendo o Estatuto de Autonomia da Estremadura sido aprovado sob o seu mandato a 25 de fevereiro de 1983. Sucederam-lhe no cargo, entre 2007 e 2011, Guillermo Fernández Vara, também socialista, e, entre 2011 e 2015, José Antonio Monago, membro do Partido Popular. Após as eleições regionais de 2015, Fernández Vara regressou à presidência do governo estremenho, numa coligação formada pelo Partido Socialista Operário Espanhol e pelos Socialistas Independentes da Estremadura, graças ao apoio do Podemos. Ao conseguir este apoio, e com a abstenção do PP e do Cidadãos, o candidato socialista foi empossado presidente da Junta. Após as eleições regionais de 2019, a Assembleia da Extremadura reconduziu Guillermo Fernández Vara como presidente, com o voto a favor dos membros do seu partido, que tinha obtido a maioria absoluta nas eleições. Atualmente, após as eleições de 28 de maio de 2023, a Junta da Estremadura é controlada pelo Partido Popular graças a um acordo de coligação com o VOX, fazendo de María Guardiola a primeira mulher presidente da Extremadura.
A Delegação do Governo Espanhol na Estremadura está situada na cidade de Badajoz.

## Economia
O sector com maior peso na economia da Estremadura é o de serviços (57%). A construção e as pequenas e médias empresas são a base de uma economia que está a desenvolver um comércio incipiente com as terras vizinhas de Portugal e que mantém um elevado grau de terciarização. Esse efeito sente-se inclusivamente nos espaços rurais, tradicionalmente agrícolas, devido ao apogeu do turismo cultural e ecoturismo.
O crescimento económico da região é superior à média espanhola, sem dúvida partindo de um atraso económico histórico, mas descobrindo e desenvolvendo novas possibilidades de mercado, principalmente nos sectores do turismo, comércio e agro-alimentar. O projecto para a instalação de uma refinaria de petróleo no sul da região originou forte polémica a nível regional, tanto em Espanha como em Portugal.
A região tinha mais de 400 000 inscritos na Segurança Social em 2007.
Existem na Estremadura aproximadamente 8 000 empresas industriais, a maioria delas pequenas e médias. Os principais subsectores são a energia, agroindústria, cortiça, pedra ornamental, maquinaria e têxtil.
Em matéria energética, o desenvolvimento de barragens e quedas de água permitiu uma exploração estável dos recursos hidroelétricos e a uma produção de energia maior que as necessidades de consumo da própria região.[carece de fontes?] A região conta também com uma central nuclear, em Almaraz, perto de Cáceres, a qual produz 9%[carece de fontes?] de toda a electricidade produzida em Espanha (ver: Central nuclear de Almaraz).

## Transportes

### Estradas
As estradas da Estremadura são geridas por diversas entidades. As quatro mais importantes são: Ministério do Fomento de Espanha (Ministerio de Fomento de España), Junta da Estremadura, Deputação de Badajoz e Deputação de Cáceres.
Além destas quatro entidades, existem outras redes de estradas sob gestão dos municípios (ayuntamientos).

### Autoestradas nacionais
Estas autoestradas (em castelhano: autovías) são administradas pelo Ministério do Fomento de Espanha
| Identificador | Denominação                              | Itinerario |
| ------------- | ---------------------------------------- | --- |
|               | Autovía del Suroeste                     | Madrid–Alcorcón–Móstoles–Talavera de la Reina–Navalmoral de la Mata–Trujillo–Mérida–Badajoz–Portugal                                   |
|               | Autovía Extremadura-Comunidad Valenciana | Mérida–*–Puertollano– A-41 –Ciudad Real–Manzanares–*–Argamasilla de Alba–Tomelloso–*–Villarrobledo–*–San Clemente–Atalaya del Cañavate |
|               | Autovía Trujillo-Cáceres                 | Trujillo–*–Cáceres |
|               | Autovía Ruta de la Plata                 | Gijón–Oviedo, Onzonilla–Benavente–*–Zamora–Salamanca–Plasencia–Cáceres–Mérida–Sevilla                                                  |
|               | Autovía Badajoz-Granada                  | Badajoz–*–Granada |

### Autoestradas autonómicas
Estas autoestradas (autovías) são administradas pela Junta da Estremadura
| Identificador | Denominação                                | Itinerario                                                     | Categoria          | Extensão   |
| ------------- | ------------------------------------------ | -------------------------------------------------------------- | ------------------ | ---------- |
|               | Autovía Navalmoral de la Mata–Portugal     | De Navalmoral de la Mata a Portugal                            | Autovía autonómica | 52,3 km    |
|               | Autovía de Las Vegas Altas                 | De Miajadas a Vegas Altas (Don Benito-Villanueva de la Serena) | Autovía autonómica | 23,7 km    |
|               | Autovía de Zafra a Jerez de Los Caballeros | De Zafra a Jerez de los Caballeros                             | Autovía autonómica | em projeto |
|               | Autovía de Cáceres a Badajoz               | De Cáceres a Badajoz                                           | Autovía autonómica | em projeto |
|               | Autovía de Almendralejo a A-5              | De A-5 (Guadajira, Lobón) a Almendralejo                       | Autovía autonómica | em projeto |
|               | Autovía de Badajoz a Olivença              | De Badajoz a Olivença                                          | Autovía autonómica | em projeto |

## Cultura

### Património da Humanidade

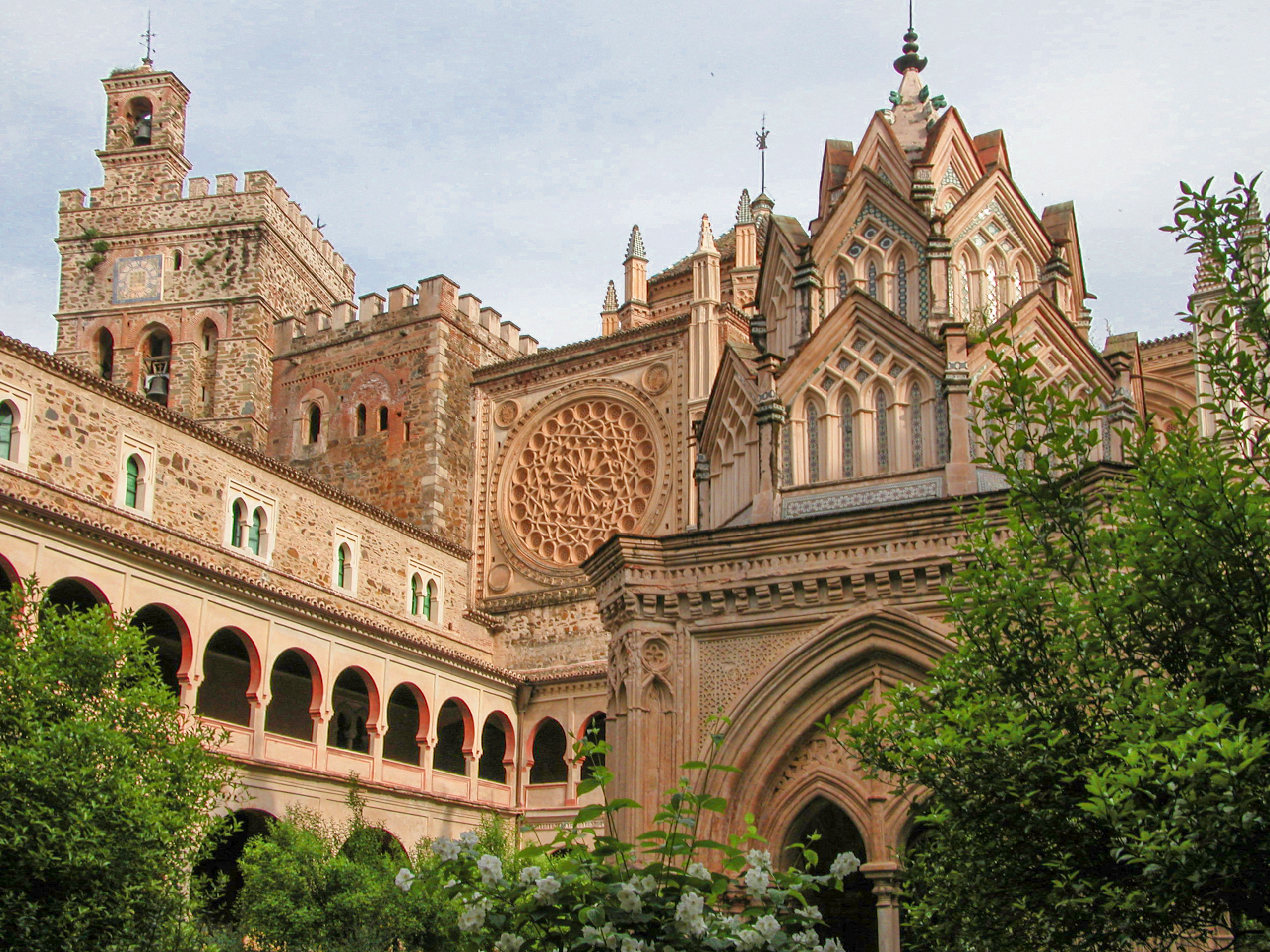
Mosteiro Real de Santa Maria de Guadalupe, claustro mudéjar

A Estremadura possui três locais classificados como Património da Humanidade pela UNESCO:
- Cidade Velha de Cáceres, desde 1986[16] 39° 28' 31" N 6° 22' 16" O
- Conjunto Arqueológico de Mérida, desde 1993[17] 38° 54' 56.4" N 6° 20' 19.2" O
- Mosteiro Real de Santa Maria de Guadalupe, desde 1993[18] 39° 27' 10" N 5° 19' 39" O

Estão em preparação as seguintes candidaturas:
- Cidade muralhada de Plasencia
- Cidade de Trujillo
- Ponte de Alcântara
- Edificações abaluartadas da raia entre a Estremadura y Portugal
- Via da Prata
- Rota do imperador Carlos I de Espanha (Carlos V do Sacro Império Romano-Germânico)

### Património Europeu

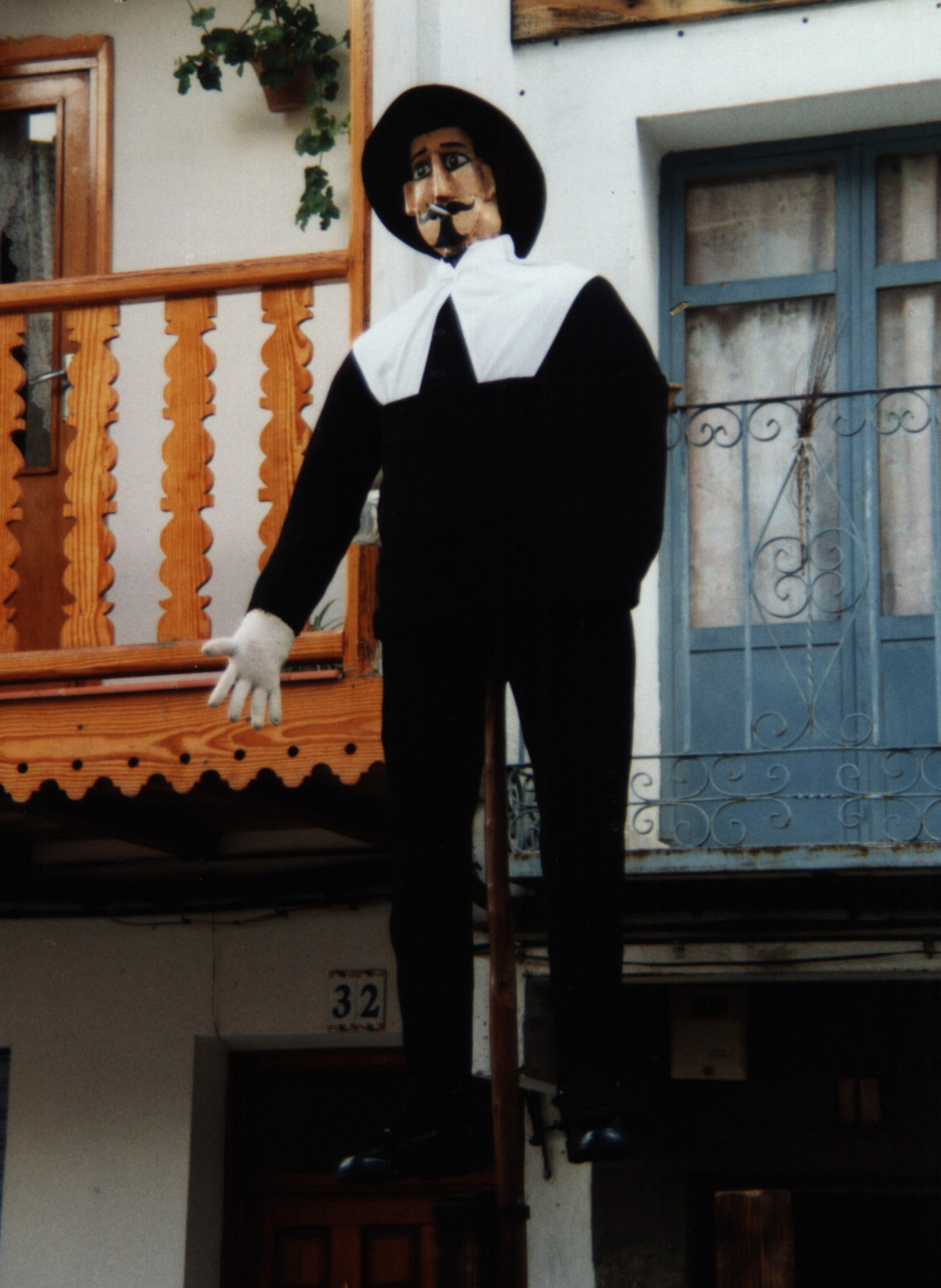
El Peropalo, um boneco típico do carnaval de Villanueva de la Vera

- Mosteiro de Yuste, desde 2007

### Festas de interesse turístico
Estão classificados como festas de interesse turístico aproximadamente 40 eventos periódicos da Estremadura. Esta classificação é atribuída pela Consejería de Medio Ambiente, Urbanismo y Turismo da Junta da Estremadura, segundo os critérios definidos por lei:
- Originalidade da celebração
- Valor cultural, gastronómico ou ambiental
- Antiguidade mínima de 10 anos
- Capacidade para atrair visitantes de fora da Estremadura
- Celebração de forma periódica

Estas festas coincidem frequentemente com festividades populares em vários lugares da Estremadura, como São Sebastião, São Brás em castelhano: San Blas, Carnaval, Semana Santa, Agosto ou o Dia de Todos-os-Santos.

### A Estremadura no cinema
Alguns dos filmes cuja acção decorre na Estremadura ou nela foram rodados:
- Las Hurdes, tierra sin pan, (1932)
- Los santos inocentes (filme)| (1984)
- El Lute: camina o revienta (1987)
- Jarrapellejos (1988)
- Christopher Columbus: The Discovery (1992)
- El séptimo día (2004)
- Teresa: el cuerpo de Cristo (2007)
- El hombre de arena (2007)
- Pueblos de Europa (2008)
- Un novio para Yasmina (2008)

## Espaços naturais protegidos
A Estremadura é uma das regiões europeias cujos sistemas naturais estão menos degradados, apesar do número de nível de protecção destes espaços ser claramente insuficiente.[parcial?]

### Parque Nacional de Monfragüe

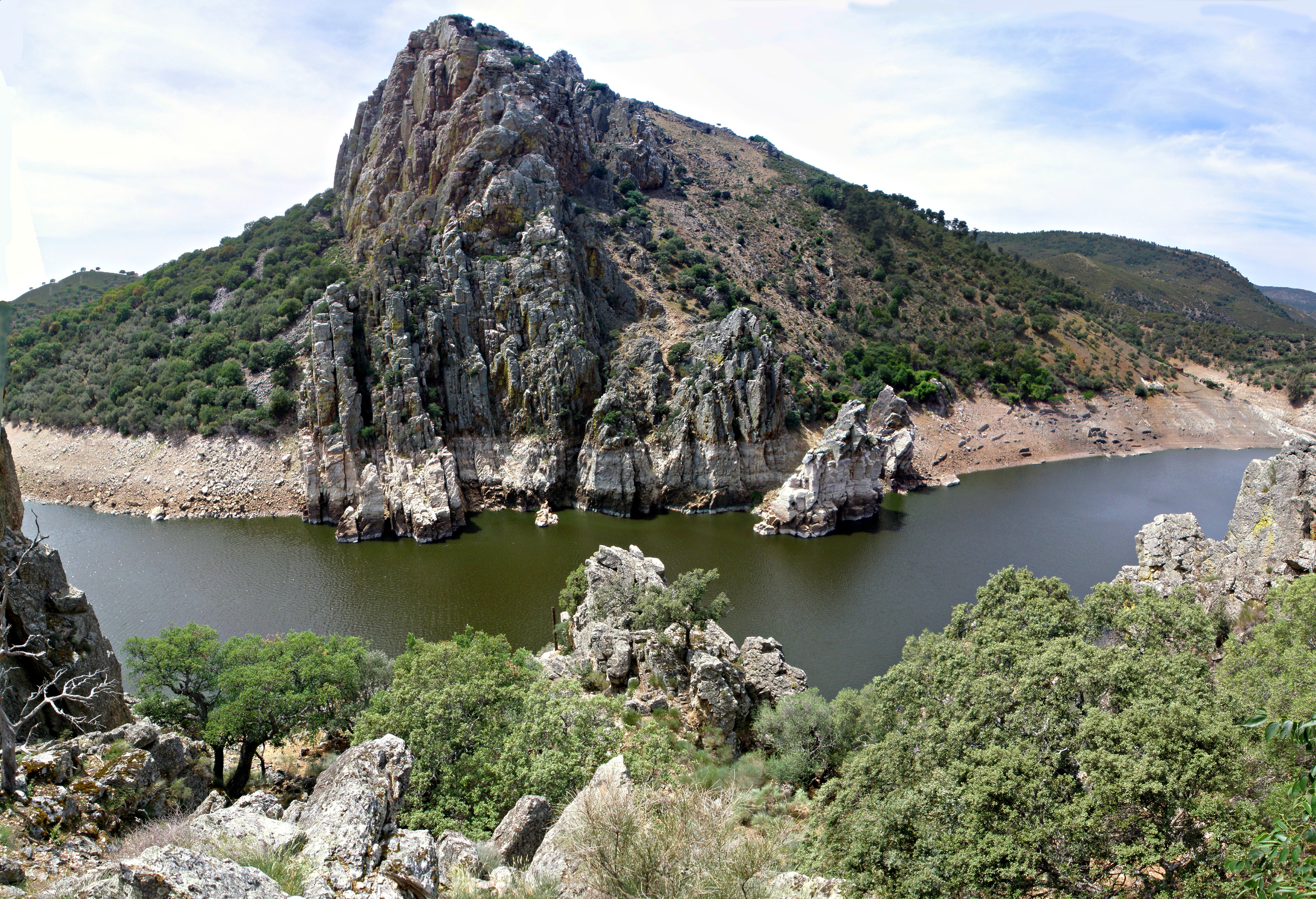
Parque Nacional de Monfragüe

A zona do Parque Nacional de Monfragüe, foi declarada Parque Nacional a 3 de março de 2007, convertendo-se no 14º parque nacional da Espanha. 39° 50' 27" N 6° 1' 48" O
Em 2008 foi visitado por 350 000 pessoas.
Além da classificação de parque nacional, a zona faz parte de uma Zona de Protecção Especial para as Aves (ZPE) de 116 160 ha e está classificada como Reserva da Biosfera pela UNESCO (116 160 ha) e Lugar de Importância Comunitária (LIC) pela União Europeia.
O parque está situado numa zona muito pitoresca de 18 396 ha nos vales do Tejo e Tiétar, a aproximadamente 20 km a sul de Plasencia, é atravessado pela estrada que liga esta cidade a Trujillo. É conhecido especialmente pelas colónias de aves de rapina, mas a sua fauna terrestre e aquática é também importante. É considerado um dos refúgios mais importantes da fauna e flora mediterrânica. O seu interesse geológico também é relevante, nomeadamente os afloramentos quartzíticos que dão origem a relevo do tipo apalachiano.
A área tem vários vestígios de ocupação humana muito antiga, remontando a 2 500 a.C. Existem pinturas rupestres em abrigos e grutas, e o lugar de Monfragüe propriamente dito, um morro na confluência dos rios Tejo e Tiétar foi um castro entre no 1º milénio a.C. Acredita-se que aí existiria um forte romano, que foi posteriormente reconstruído em 811 d.C. pelos muçulmanos que ocupavam a área desde 713. A primeira reconquista cristã desse castelo foi levada a cabo pelo português Geraldo Sem Pavor em 1169, mas a posse definitiva da região só se daria em 1180, por Afonso VIII de Castela.

### Parques naturais

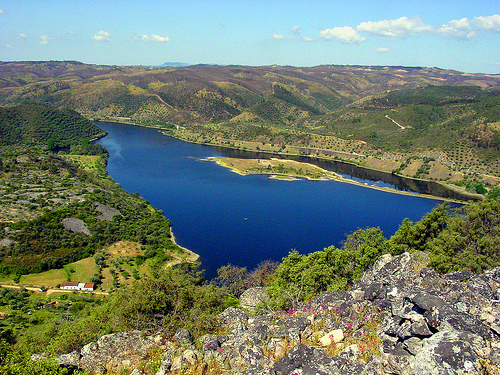
Vista do Rio Tejo na zona do Parque Natural do Tejo Internacional

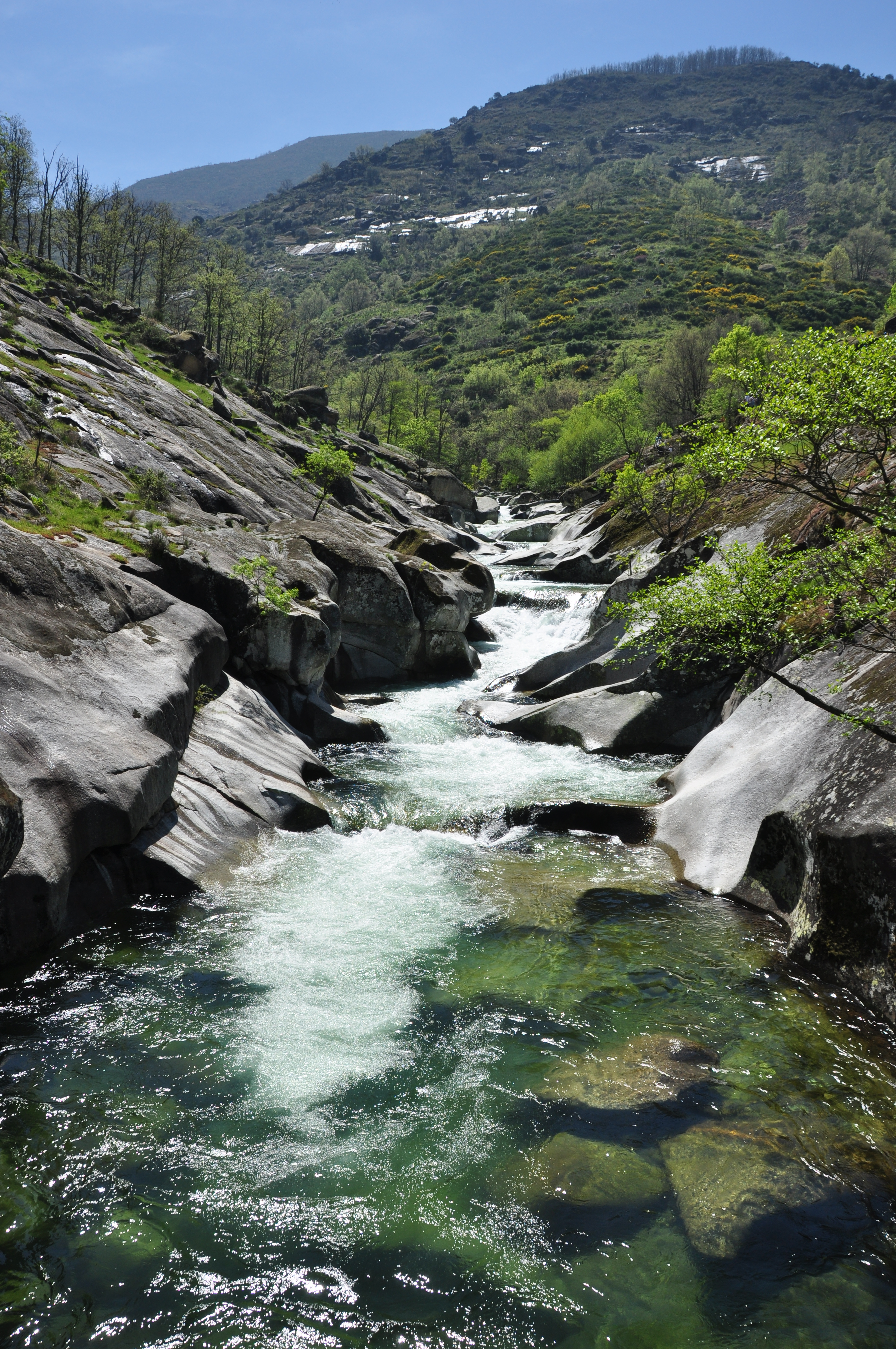
Reserva Natural Garganta de los Infiernos, no Vale do Jerte

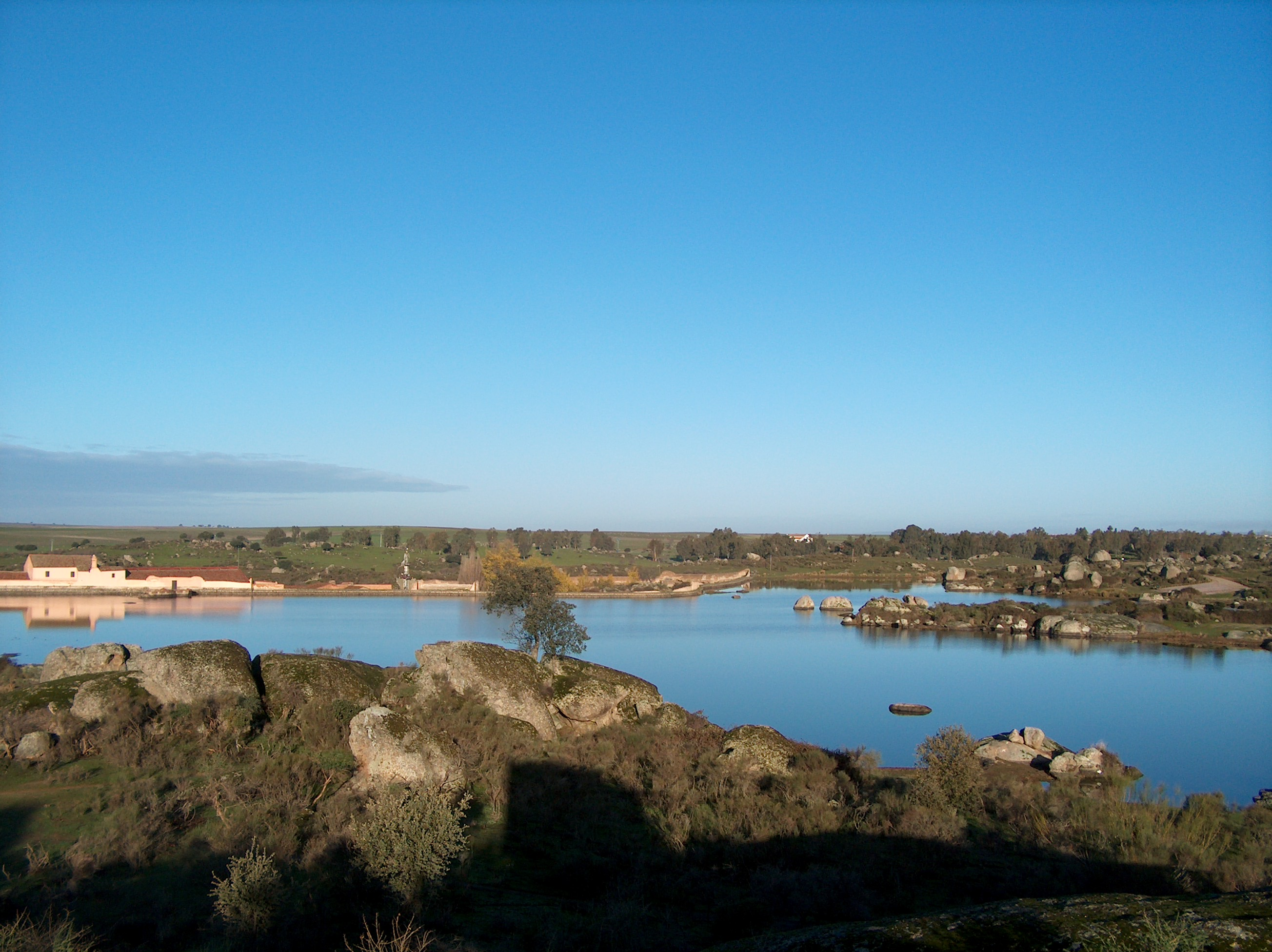
Los Barruecos, monumento natural em Malpartida de Cáceres)

Existem dois parques naturais na Estremadura, classificados e geridos pela Junta da Estremadura:
- Parque Natural de Cornalvo, nos arredores de Mérida, com uma área de 13 143 ha. Neste parque encontra-se uma barragem de 220 m de comprimento e 18 m de altura construída pelos romanos para abastecimento de água à capital da província da Lusitânia, Emerita Augusta (a Mérida actual).
- Parque Natural do Tejo Internacional, na província de Cáceres, com uma área de 25 088 ha. Este parque confina com o Parque Natural do Tejo Internacional português, no distrito de Castelo Branco. A ponte romana de Alcântara, uma das mais importantes e melhor conservadas obras de engenharia civil do período romano na Península Ibérica encontra-se na extremidade leste deste parque.

### Reservas naturais
Reserva Natural Garganta de los Infiernos, no Vale do Jerte, com uma área de 6 927 ha. Ocupa o vale de uma riacho de montanha (em castelhano: garganta), em que a altitude varia entre os 600 e os 2 000  m em apenas alguns quilómetros, pelo que apresenta uma extraordinária diversidade de fauna e flora. São especialmente interessantes os efeitos da erosão da água nas formações graníticas dos leitos dos cursos de água, nomeadamente as marmitas de gigante.

### Paisagem protegida
- Valcorchero y Sierra del Gordo em Plasencia, zona de relevo abrupto com afloramentos graníticos coberta de montado de sobreiros.

### Monumentos naturais
- Los Barruecos, em Malpartida de Cáceres. A principal atracção deste local são as formações graníticas cujas formas fazem lembrar autênticas esculturas. A área é atravessada pelo rio Salor, um afluente do Tejo, onde foram construídos vários açudes que originam várias charcas. Há vestígios arqueológicos importantes, desde a Pré-história até ao século XVIII, com destaque para a necrópole megalítica da Hijadilla, vários núcleos de arte rupestre e a estação arqueológica das Peñas del Tesoro, mais conhecida por Los Barruecos, a qual foi habitada desde o Neolítico até à Idade do Bronze e onde foram encontrados os vestígios mais antigos de agricultura da Estremadura, de há 7 000 anos.[27] Outra atracção da zona é o Museu Vostell Malpartida, instalado numa fábrica de lãs do século XVIII, junto a uma das velhas barragens do rio Salor.
- Mina La Jayona, no município de Fuente del Arco. Trata-se de uma antiga mina de ferro, que foi explorada desde o período romano até 1921.
- Grutas de Fuentes de León, no município do mesmo nome. Conjunto kárstico com mais de 1000 ha, as grutas apresentam grande quantidade de estalactite e estalagmites de várias formas e albergam várias colónias de morcegos. Nalgumas existem minas que foram exploradas desde épocas pré-romanas, que foram célebres pela abundância de ouro. Estudos recentes (2009) apontam para a existência de grutas importantes ainda por descobrir.[28]
- Gruta de Castañar de Ibor, no município do mesmo nome. Um conjunto espeleológico com lagos subterrâneos, numerosas estalactites e outras estruturas raras de aragonite e calcite.

### Zonas de Interesse Regional
- Llanos de Cáceres e Sierra de Fuentes, Zona de Protecção Especial (ZPE) de Aves incluída na Rede Natura 2000 como Zona Especial de Conservação (ZEC), é uma área relativamente plana, de encosta suaves que se estende desde Brozas até Trujillo

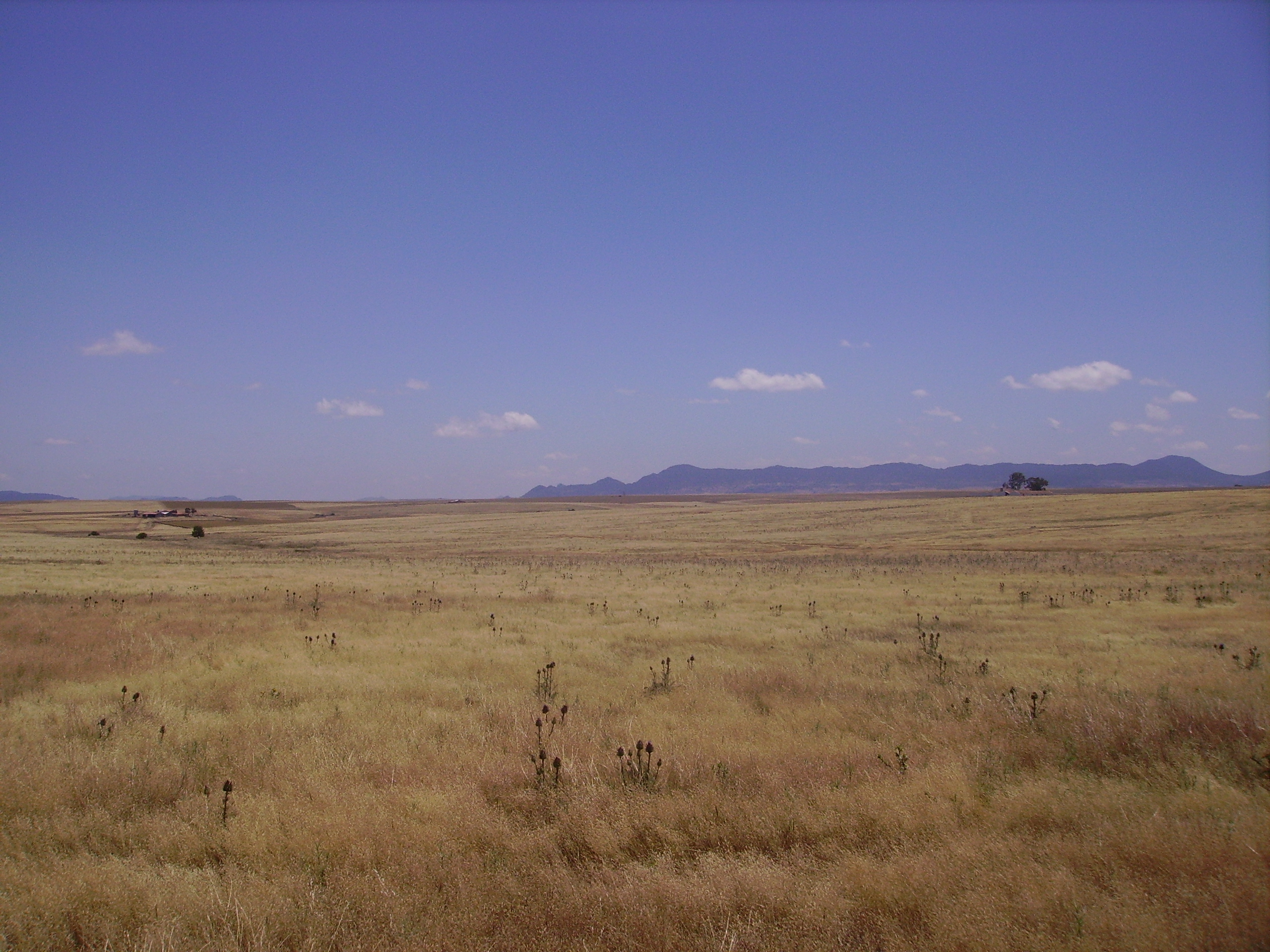
Paisagem de La Serena

- Barragem de Orellana y Sierra de Pela, a única zona húmida da Estremadura que pertence à lista das "Zonas Húmidas de Importância Internacional" estabelecida na Convenção de Ramsar. É Zona de Protecção Especial de Aves (ZPE).
- Serra de Tentudía, Zona de Protecção Especial (ZPE) de Aves incluída na Rede Natura 2000 como Zona Especial de Conservação (ZEC) no sul da província de Badajoz, junto à Serra Morena.

- Serra Grande de Hornachos
- Serra de San Pedro
- Terra de Barros

### Zonas de proteção de aves
- La Serena
- Dehesas de Jerez
- Puerto Peña e Sierra de los Golondrinos
- Las Villuercas
- Los Ibores (Vale do Ibor)
- Cedillo e Tejo Internacional
- Canchos de Ramiro
- Serra de Sir
- Serra da Moraleja